# عقد 200 هـ
عقد 200 هـ هو الفترة بين عام 200 إلى 209 في التقويم الهجري، أي العشر سنوات الأولى من القرن الثالث الهجري.